# Ksenia Morozova
Pour les articles homonymes, voir Morozova.
Ksenia Morozova (en russe : Ксения Морозова), née le 4 août 1985 à Moscou, est une pianiste russe.

## Biographie
Née dans une famille de musiciens, elle a étudié le piano à l'Académie russe de musique Gnessine, avec Irina Rozdevich et Nana Nemsitsveridze, puis au Conservatoire national Tchaïkovski de Moscou (avec Vladimir Tropp), académie où elle a obtenu les plus grandes distinctions. Depuis 2008, elle se perfectionne à la Chapelle Musicale Reine Elisabeth en Belgique, avec Abdel Rahman El Bacha. Elle a remporté plusieurs concours internationaux de musique : premier prix au « Grand Premio Europeo Mendelssohn » en Italie et premier prix à la « Viardo International Piano Competition » à Dallas, ainsi que de nombreux seconds prix au Mexique, au Portugal, en République tchèque et en Russie. Elle donne de nombreux concerts en soliste en France (Festival de Radio France à Montpellier, festival de Menton), en Belgique et en Russie. Elle participe également au projet musical de l'UNESCO pour la paix.
A également une ""gestuelle""  assez impressionnante, avec beaucoup de mouvements théâtraux.